# アブディカシム・サラ・ハッサン
アブディカシム・サラ・ハッサン（ソマリ語: Cabdiqaasim Salaad Xasan、アラビア語: عبدي قاسم صلاد حسن、Abdiqassim Salad Hassan、1941年 - ）は、ソマリアの政治家。内戦で統一された中央政府が確立されていないソマリアで、2000年から2004年にかけて国際的にソマリア政府代表と認識された人物。
1960年代に旧ソ連のモスクワ大学で生化学を学ぶ。バーレ第3代大統領のもとで商工業相、情報相、教育相、内相などの公職を歴任した。2000年8月27日に任期3年の暫定政府大統領に選出された。任期切れの2003年8月以降も、新政権発足まで大統領職に留まることを表明。
2004年10月14日、暫定大統領職をプントランド大統領であるアブドゥラヒ・ユスフに移譲した。